# App.net
App.net foi uma linha ad-free serviço de rede social e microblogging serviço que permitiu que seus usuários para mensagens de gravação de até 256 caracteres. O App.net forneceu sua própria interface da web para o serviço Alpha, usado por alguns usuários. No entanto, eles incentivaram o uso e o desenvolvimento de aplicativos de terceiros.

## História
O nome "App.net" foi usado anteriormente para um serviço que permite que os desenvolvedores de aplicativos mostrem seus aplicativos. Em 13 de julho de 2012, a Mixed Media Labs anunciou que o App.net mudaria seu objetivo de ser uma plataforma de rede social sem anúncios. Conforme projetado, era semelhante ao Twitter, mas sem publicidade, em vez disso, contando com assinaturas de usuário e desenvolvedor. O Mixed Media Labs começou a financiar com uma meta de US $ 500.000 e cerca de 10.000 apoiadores.
O App.net lançou anotações em 1 de setembro de 2012, permitindo que os aplicativos anexem metadados arbitrários às postagens. Isso visa permitir que recursos mais complexos sejam construídos usando a infraestrutura do App.net. Em 1 de outubro de 2012, o App.net iniciou um programa de incentivos. Eles dividiriam um pool mensal de US$ 20.000 entre os desenvolvedores participantes, com base no uso de aplicativos e no feedback dos usuários. O objetivo do Mixed Media Labs é incentivar os desenvolvedores a criar na plataforma.
Em 29 de novembro de 2012, o App.net iniciou um programa de convite para avaliação gratuita. Os usuários podem convidar um amigo para usar o App.net. Se o amigo aceitar, ele poderá usar o serviço gratuitamente por um mês.
Em 25 de fevereiro de 2013, o App.net se tornou um serviço freemium. Usuários com um plano pago podem convidar pessoas para obter uma conta gratuita com algumas limitações.
Em 21 de novembro de 2013, o App.net anunciou o Broadcast, uma maneira de os usuários do serviço App.net enviarem e receberem notificações push sobre o que eles mais gostam. Essas notificações push são enviadas pelo aplicativo App.net no iPhone ou Android. Como parte do modelo freemium, o Broadcast é gratuito para membros do serviço App.net, com análises de canais disponíveis para usuários do App.net com uma conta de nível de desenvolvedor.
Em 6 de maio de 2014, os fundadores anunciaram que as renovações de assinaturas haviam sido tão fracas que não havia mais fundos para reter a equipe de desenvolvimento do App.net e que as operações futuras seriam realizadas apenas com manutenção, por meio de contratados.
Em 12 de janeiro de 2017, os fundadores anunciaram que a plataforma App.net seria encerrada em 15 de março de 2017. No entanto, devido a um número significativo de falhas na exportação de dados do usuário, esse prazo foi estendido até 16 de março de 2017.
Em 14 de dezembro de 2017, o nome de domínio app.net foi vendido em um leilão no sedo.com. O nome de domínio foi adquirido pela Mobiblocks LLC, uma empresa de responsabilidade limitada com sede em Washington.[carece de fontes?]